# Carme (Catalogne)
Pour les articles homonymes, voir Carme.
Carme est une commune de la province de Barcelone, en Catalogne, en Espagne, de la comarque d'Anoia

## Personnalités liées à la commune
- Ana Renaud dite Madame Renaud (1868-1961), styliste.